# Pericrocotus miniatus
A Pericrocotus miniatus a madarak osztályának verébalakúak (Passeriformes) rendjébe és a tüskésfarúfélék (Campephagidae) családjába tartozó faj.

## Rendszerezése
A fajt Coenraad Jacob Temminck holland zoológus írta le 1822-ben, a Muscicapa nembe Muscicapa miniata néven.

## Előfordulása
Délkelet-Ázsiában, Indonéziához tartozó Szumátra és Jáva szigetén honos. Természetes élőhelyei a szubtrópusi vagy trópusi hegyi esőerdők, valamint ültetvények és szántóföldek. Állandó, nem vonuló faj.

## Megjelenése
Testhossza 19 centiméter.
|  |  |

## Életmódja
Valószínűleg rovarokkal táplálkozik.

## Természetvédelmi helyzete
Az elterjedési területe nagy, de még felmérésre szorul, egyedszáma pedig stabil. A Természetvédelmi Világszövetség Vörös listáján nem fenyegetett fajként szerepel.